# Piloto de combate

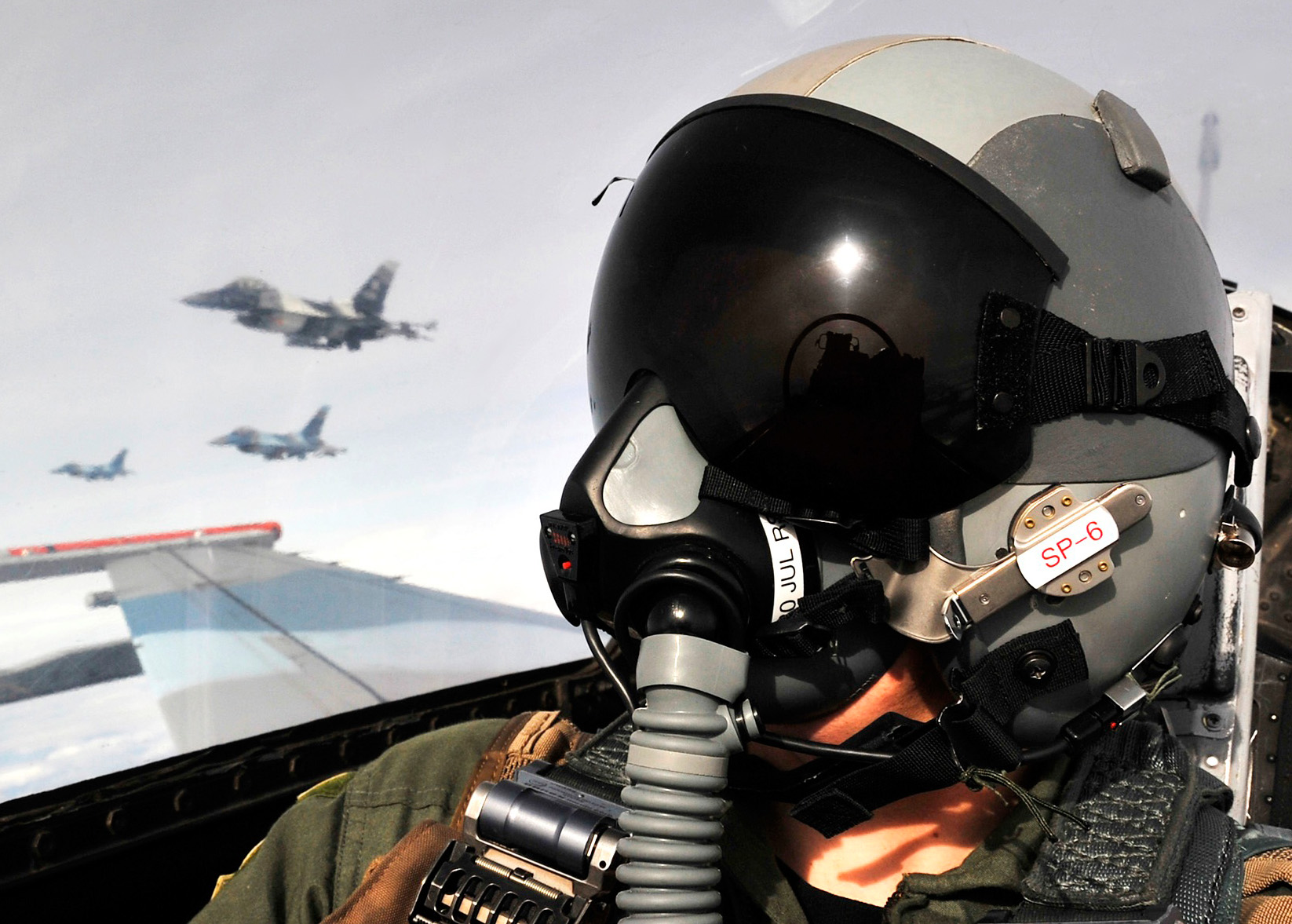
Piloto de combate en un F-16 de la Fuerza Aérea de los Estados Unidos

Un piloto de combate o piloto de guerra es un aviador militar que pilota aviones de combate. Los pilotos de combate, normalmente miembros de algún cuerpo militar —en principio una fuerza aérea—, son pilotos de la aviación militar que reciben entrenamiento especializado en guerra aérea y en dogfight (combate aéreo de corta distancia).

## Reclutamiento
Los pilotos de combate son una de las posiciones más apreciadas dentro de cualquier fuerza aérea. Los procesos de selección solo aceptan a la élite de todos los posibles candidatos. Una persona que posee un expediente académico excepcional, un buen estado físico, un estado de bienestar saludable con un fuerte impulso mental tendrá una mayor probabilidad de ser seleccionado para el entrenamiento de piloto. También se espera que los candidatos exhiban un fuerte liderazgo y habilidades de trabajo en equipo. Como tal, en casi todas las fuerzas aéreas, los pilotos de combate, al igual que los pilotos de la mayoría de los otros aviones, son oficiales comisionados.

## Aptitudes físicas

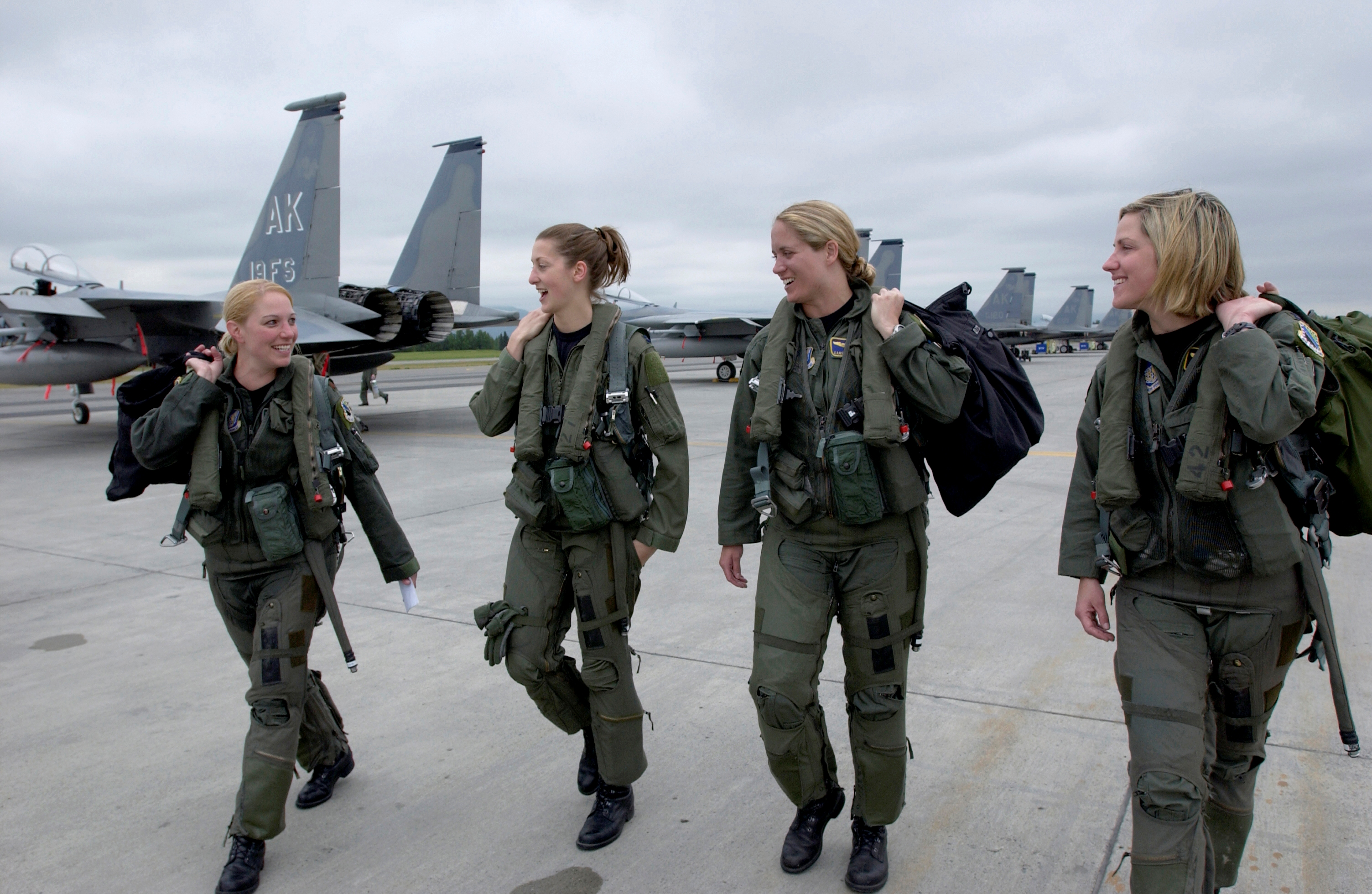
Pilotos femeninos del F-15 Eagle del 3.er Ala se dirigen a sus aviones en la base aérea de Elmendorf, Alaska. De izquierda a derecha: Mayor Andrea Misener, Capitán Jammie Jamieson, Mayor Carey Jones y Capitán Samantha Weeks.

Los pilotos de combate deben tener una salud óptima para manejar todas las demandas físicas de la guerra aérea moderna. Se requiere una condición cardíaca excelente, ya que el aumento de "G" que experimenta un piloto en un giro puede causar estrés en el sistema cardiovascular. Una "G" es igual a la fuerza de gravedad experimentada en condiciones normales, dos "G" serían el doble de la fuerza de la gravedad normal. Algunos aviones de combate aceleran regularmente hasta 9 Gs. Los pilotos de combate también requieren tejido muscular fuerte a lo largo de las extremidades y el abdomen, para realizar una maniobra de esfuerzo anti-G (AGSM, ver abajo) cuando se realizan giros cerrados y otras maniobras altamente aceleradas. Una agudeza visual superior a la media también es un rasgo altamente deseable y valioso para esta ocupación.

## Tácticas
Las tácticas pueden ser ofensivas o defensivas, dependiendo en la situación que se encuentre el piloto. Las estrategias que se usan se planifican en combate de tipo aire-aire y aire-tierra. 
Muchas de la maniobras aéreas de combate fueron la base para formar el deporte de la acrobacia aérea, tales como:

### Básicas
- Inversión
- Giro Immelmann
- Tejido de Thach
- Tijeras
- Chandelle

### Complejas
- Cobra de Pugachev
- Maniobra de Herbst

## Pilotos de combate notables

### Ases de la aviación
- Manfred von Richthofen, conocido como el Barón Rojo.
- Erich Hartmann, el más prolífero as de la historia de la guerra aérea.
- Richard Bong, piloto estadounidense.
- España Joaquín García-Morato, as de la aviación española.
- René Fonck, as de la aviación francesa.
- Iván Kozhedub, as de la aviación soviética.
- Edward Mannock, as de la aviación británica.
- Giora Epstein, as de la aviación israelí, as histórico de  aviación a reacción.
- Billy Bishop, as de la aviación canadiense.
- Hiromichi Shinohara, as de la aviación japonesa.
- Francesco Baracca, as de la aviación italiana.